# Jindřich IV. Francouzský
Jindřich IV. (13. prosince 1553 na zámku Pau, Navarra – 14. května 1610 v Paříži) byl francouzský král v letech 1589 až 1610. Zároveň od roku 1572 vládl jako Jindřich III. Navarrskému království. Po roce 1589 vládl oběma zemím v personální unii.
Byl prvním králem z bourbonské dynastie, která pak ve Francii vládla až do roku 1830 (resp. skrze poboční linii Bourbon-Orléans do roku 1848).

## Život
Jeho otec vévoda Antonín z Vendôme byl v přímé mužské linii potomkem francouzského krále Ludvíka IX. a díky výhodnému sňatku s královnou Johanou III. se stal králem navarrským. Během hugenotských válek několikrát změnil náboženství a totéž dělal i jeho syn Jindřich. Francouzský historik Gabriel Hanotaux o Jindřichovi IV. napsal: „Za svého života byl dvakrát protestantem a dvakrát katolíkem... Jako odborník v přestupování na víru si vypěstoval víru velice širokou a současně upřímnou...“

### Krvavá svatba
Dne 18. srpna 1572 se Jindřich, jako král Navarrský, poprvé oženil, a to s Markétou z Valois, dcerou francouzského krále Jindřicha II., které v rodině přezdívali Margot. Tato svatba měla ukončit dlouhodobé náboženské rozbroje ve Francii a nastolit mír. Země byla vnitřně rozpolcena a sužována neustálými spory, mnohdy přecházejícími až do podoby násilností hugenotských válek (někdy také zvaných náboženskými), mezi katolíky a hugenoty, kteří vzájemně soupeřili o moc v zemi. Královská rodina Valois se navíc hlásila ke katolictví, zatímco Bourboni, k nimž patřil Jindřich Navarrský, byli převážně hugenoty. Další příbuzní Jindřicha Navarrského stáli paradoxně v čele obou znepřátelených táborů. Hlavou protestantů byl do roku 1569 Jindřichův strýc Ludvík I. de Condé a zájmy katolíků zastupoval Jindřich I. de Guise, který měl s Jindřichem Navarrským zase stejného pradědečka Františka de Bourbon.

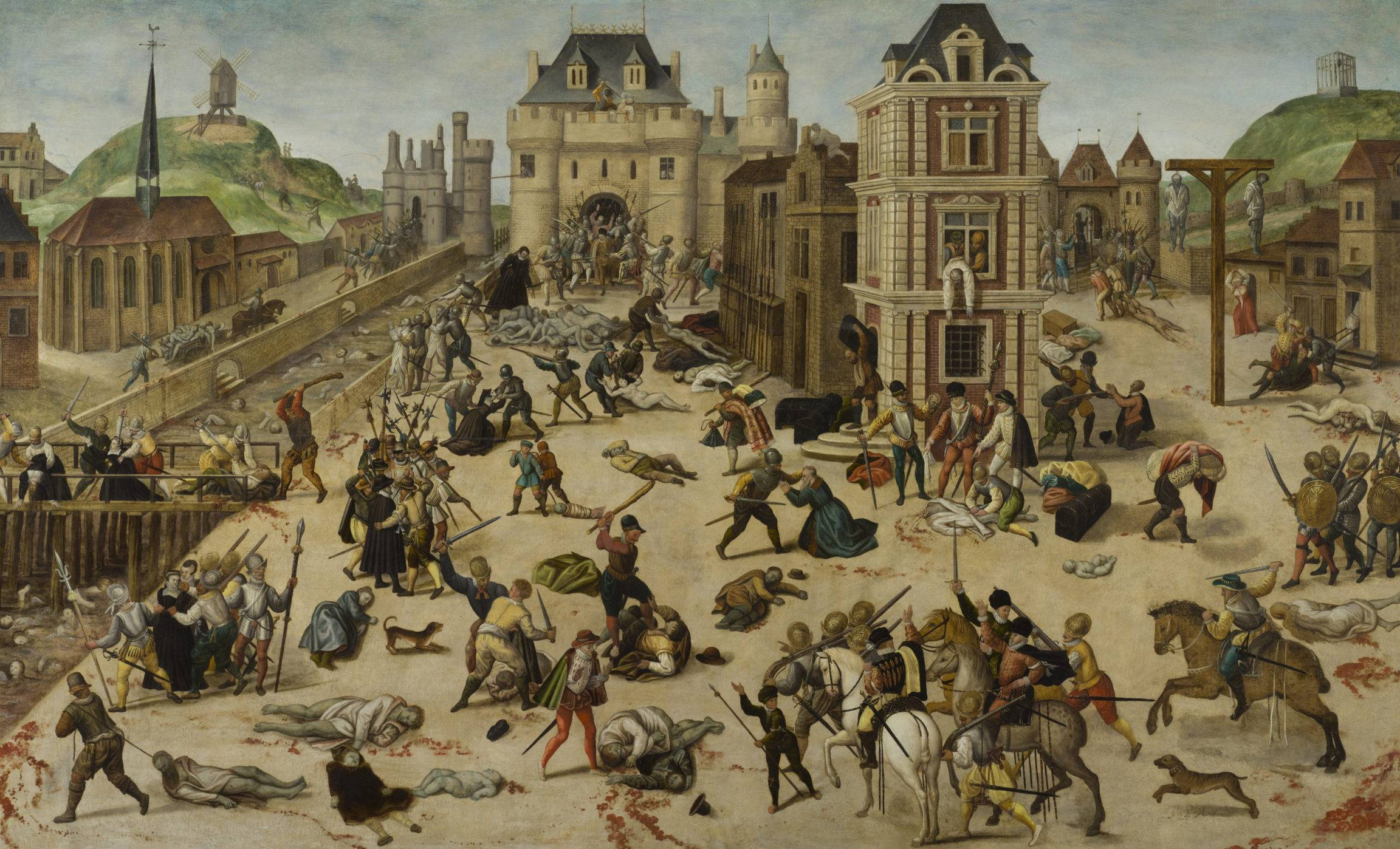
Bartolomějská noc v Paříži, malba: François Dubois, 1594

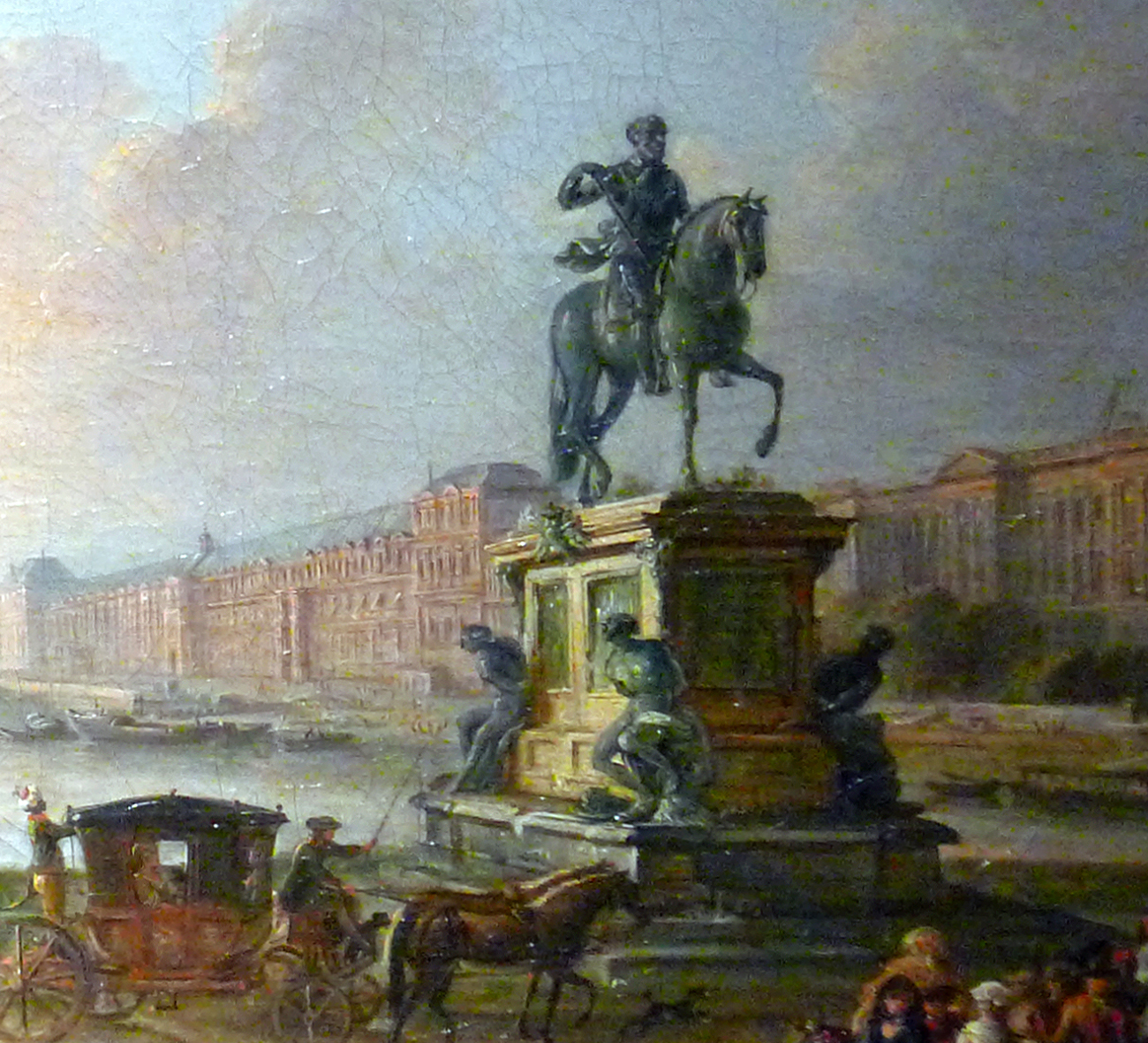
Pařížský pomník Jindřicha IV. u mostu Pont neuf, zničený francouzskými revolucionáři; autor soch Giambologna, malba Jean-Baptiste Lallemand (1775)

V den své svatby se Jindřich Navarrský zdál tím nejméně možným a vhodným budoucím kandidátem na francouzský trůn. Byl sice přímým mužským potomkem krále Ludvíka IX. Svatého, ale dělila je propast času a devět generací. Šance na získání francouzského trůnu se nezvýšila ani sňatkem s Markétou z Valois, jelikož ta měla v době svatby ještě tři žijící bratry, z nichž jeden byl králem a další dva následníky trůnu. Budoucnost rodu Valois se zdála být velmi nadějná a ostatní příbuzní neměli nejmenší důvod pomýšlet na panovnické žezlo.
Královská rodina v ten den ukončila náboženské spory ve Francii brutálním vojenským zásahem., který vstoupil do dějin pod označením Bartolomějská noc. Jen v Paříži si vyžádaly na 3000 obětí z řad hugenotů. Dalších 20 000 náboženských odpůrců bylo vyvražděno po celé Francii v následujících dnech. Jindřich Navarrský byl ušetřen, ale přišel o většinu svých přátel, členů družiny a některé příbuzné.

### Bourboni vládnou Francii
V roce 1574 zemřel bratr Markéty z Valois, král Karel IX. Na francouzský trůn tak usedl další Markétin bratr Jindřich III. Ačkoli hugenoti přišli při Bartolomějské noci o své vůdce, začali další boj s katolíky. Jako reakci na tuto situaci vydal roku 1584 Jindřich III. jako poslední žijící a bezdětný člen rodu Valois edikt z Nemours, kterým vyloučil do budoucna z následnictví francouzského trůnu jeho právoplatného dědice, vůdce hugenotů a manžela své sestry Jindřicha, krále Navarrského. Tímto okamžikem vypukla poslední, osmá hugenotská válka („válka tří Jindřichů“). V té získala převahu katolická strana a její vůdce Jindřich I. vévoda de Guise si začal klást nároky na francouzský trůn. Francouzský král Jindřich III., který se obával konkurence ze strany vévody de Guise, přešel do druhého tábora. Nejprve uzavřel s hugenoty dohodu proti Katolické lize a v roce 1588 nechal vévodu de Guise zavraždit. Sám zahynul o rok později rukou atentátníka z řad katolíků, mnicha Jacquese Clémenta, během obléhání Paříže. Jindřichem III. vymřela dynastie Valois po meči.
Následníkem trůnu se stává Jindřich IV., král Navarrský z rodu Bourbonů, ale většina obyvatel by raději viděla na jeho místě katolíka. Jindřich Navarrský nejprve vojenskou silou zlomil odpor Katolické ligy, ale nakonec se podřídil vůli většiny a v roce 1593 přestoupil na katolickou víru. O rok později byl konečně Jindřich III., král Navarrský a vévoda Bourbonský, korunován jako Jindřich IV. králem Francie. V roce 1598 vydal Jindřich IV. Nantský edikt, který hugenotům zaručoval svobodu vyznání. Provedl také finanční, správní a soudní reformy, podporoval stabilizaci ekonomiky a koloniální expanzi. Roku 1606 založil Řád Panny Marie Karmelské. V roce 1599 se po vzájemné domluvě a shodě rozvedl s Markétou z Valois, s níž neměl žádné děti, a o rok později se oženil s Marií Medicejskou z rodu Medici.
Poté, co byl Jindřich IV. roku 1610 zavražděn katolickým fanatikem Françoisem Ravaillacem, nastoupil na trůn jeho syn Ludvík XIII., který v pozdějších letech dále upevňoval absolutistickou královskou moc a v zahraniční politice navázal na svého otce – především snahou o další rozšíření území Francie a omezení moci Habsburků v Evropě.

## Potomci
Jindřich IV. byl otcem čtrnácti dětí.
Se svou druhou ženou Marií Medicejskou měl šest dětí;
- Ludvík XIII. (27. září 1601 – 14. května 1643), král Francie a Navarry, ⚭ 1615 Anna Rakouská (22. září 1601 – 20. ledna 1666)
- Izabela Bourbonská (22. listopadu 1602 – 6. října 1644), ⚭ 1615 Filip IV. (8. dubna 1605 – 17. září 1665), král španělský, portugalský, neapolský a sicilský
- Kristina Marie (10. února 1606 – 27. prosince 1663), ⚭ 1619 Viktor Amadeus I. (8. května 1587 – 7. října 1637), vévoda savojský, titulární král kyperský a jeruzalémský
- Mikuláš Jindřich (16. dubna 1607 – 17. listopadu 1611)
- Gaston (25. dubna 1608 – 2. února 1660), orleánský vévoda,
⚭ 1626 Marie z Montpensier (15. října 1605 – 4. června 1627), vévodkyně z Montpensier
⚭ 1643 Markéta Lotrinská (22. července 1615 – 13. dubna 1672)

- Henrietta Marie (25. listopadu 1609 – 10. září 1669), ⚭ 1625 Karel I. (19. listopadu 1600 – 30. ledna 1649), král Anglie, Skotska a Irska od 27. března 1625 až do své popravy

Se svou oficiální milenkou Gabrielle d'Estrées měl král Jindřich IV. tři děti, které se staly nositeli titulu de Vendôme, nejstarší syn byl vévodou.
S dalšími milenkami Henriette d'Entragues, Jacqueline de Bueil a Charlotte des Essarts měl dalších celkově pět dětí.

## Vývod z předků
|                            |                        |  |                   |                               |  |  |  |  |  |  |  | Jan VIII. z Vendôme |
|                            |                        |  |                   |                               |  |  |  |  |  |  |  |                     |
|                            | František Bourbonský   |  |                   |                               |  |  |  |  |  |  |  |                     |
|                            |                        |  |                   |                               |  |  |  |  |  |  |  |                     |
|                            |                        |  |                   | Isabela de Beauvau            |  |  |  |  |  |  |  |                     |
|                            |                        |  |                   |                               |  |  |  |  |  |  |  |                     |
|                            | Karel Bourbonský       |  |                   |                               |  |  |  |  |  |  |  |                     |
|                            |                        |  |                   |                               |  |  |  |  |  |  |  |                     |
|                            |                        |  |                   | Petr II. Lucemburský          |  |  |  |  |  |  |  |                     |
|                            |                        |  |                   |                               |  |  |  |  |  |  |  |                     |
|                            | Marie Lucemburská      |  |                   |                               |  |  |  |  |  |  |  |                     |
|                            |                        |  |                   |                               |  |  |  |  |  |  |  |                     |
|                            |                        |  |                   | Markéta Savojská              |  |  |  |  |  |  |  |                     |
|                            |                        |  |                   |                               |  |  |  |  |  |  |  |                     |
|                            | Antonín Navarrský      |  |                   |                               |  |  |  |  |  |  |  |                     |
|                            |                        |  |                   |                               |  |  |  |  |  |  |  |                     |
|                            |                        |  |                   | Jan II. z Alençonu            |  |  |  |  |  |  |  |                     |
|                            |                        |  |                   |                               |  |  |  |  |  |  |  |                     |
|                            | René z Alençonu        |  |                   |                               |  |  |  |  |  |  |  |                     |
|                            |                        |  |                   |                               |  |  |  |  |  |  |  |                     |
|                            |                        |  |                   | Marie z Armagnacu             |  |  |  |  |  |  |  |                     |
|                            |                        |  |                   |                               |  |  |  |  |  |  |  |                     |
|                            | Františka z Alençonu   |  |                   |                               |  |  |  |  |  |  |  |                     |
|                            |                        |  |                   |                               |  |  |  |  |  |  |  |                     |
|                            |                        |  |                   | Fridrich II. z Vaudémontu     |  |  |  |  |  |  |  |                     |
|                            |                        |  |                   |                               |  |  |  |  |  |  |  |                     |
|                            | Markéta Lotrinská      |  |                   |                               |  |  |  |  |  |  |  |                     |
|                            |                        |  |                   |                               |  |  |  |  |  |  |  |                     |
|                            |                        |  |                   | Jolanda Lotrinská             |  |  |  |  |  |  |  |                     |
|                            |                        |  |                   |                               |  |  |  |  |  |  |  |                     |
| 'Jindřich IV. Francouzský' |                        |  |                   |                               |  |  |  |  |  |  |  |                     |
|                            |                        |  |                   |                               |  |  |  |  |  |  |  |                     |
|                            |                        |  | Alain I. z Albret |                               |  |  |  |  |  |  |  |                     |
|                            |                        |  |                   |                               |  |  |  |  |  |  |  |                     |
|                            | Jan III. Navarrský     |  |                   |                               |  |  |  |  |  |  |  |                     |
|                            |                        |  |                   |                               |  |  |  |  |  |  |  |                     |
|                            |                        |  |                   | Františka z Châtillon-Limoges |  |  |  |  |  |  |  |                     |
|                            |                        |  |                   |                               |  |  |  |  |  |  |  |                     |
|                            | Jindřich II. Navarrský |  |                   |                               |  |  |  |  |  |  |  |                     |
|                            |                        |  |                   |                               |  |  |  |  |  |  |  |                     |
|                            |                        |  |                   | Gaston z Foix                 |  |  |  |  |  |  |  |                     |
|                            |                        |  |                   |                               |  |  |  |  |  |  |  |                     |
|                            | Kateřina Navarrská     |  |                   |                               |  |  |  |  |  |  |  |                     |
|                            |                        |  |                   |                               |  |  |  |  |  |  |  |                     |
|                            |                        |  |                   | Magdaléna Francouzská         |  |  |  |  |  |  |  |                     |
|                            |                        |  |                   |                               |  |  |  |  |  |  |  |                     |
|                            | Jana III. Navarrská    |  |                   |                               |  |  |  |  |  |  |  |                     |
|                            |                        |  |                   |                               |  |  |  |  |  |  |  |                     |
|                            |                        |  |                   | Jan z Valois-Angoulême        |  |  |  |  |  |  |  |                     |
|                            |                        |  |                   |                               |  |  |  |  |  |  |  |                     |
|                            | Karel z Angoulême      |  |                   |                               |  |  |  |  |  |  |  |                     |
|                            |                        |  |                   |                               |  |  |  |  |  |  |  |                     |
|                            |                        |  |                   | Markéta z Rohanu              |  |  |  |  |  |  |  |                     |
|                            |                        |  |                   |                               |  |  |  |  |  |  |  |                     |
|                            | Markéta Navarrská      |  |                   |                               |  |  |  |  |  |  |  |                     |
|                            |                        |  |                   |                               |  |  |  |  |  |  |  |                     |
|                            |                        |  |                   | Filip II. Savojský            |  |  |  |  |  |  |  |                     |
|                            |                        |  |                   |                               |  |  |  |  |  |  |  |                     |
|                            | Luisa Savojská         |  |                   |                               |  |  |  |  |  |  |  |                     |
|                            |                        |  |                   |                               |  |  |  |  |  |  |  |                     |
|                            |                        |  |                   | Markéta Bourbonská            |  |  |  |  |  |  |  |                     |
|                            |                        |  |                   |                               |  |  |  |  |  |  |  |                     |